# Ухин, Сергей Иванович
Сергей Иванович Ухин (29 марта 1912, Саратов — 1 апреля 1994, Санкт-Петербург) — советский яхтсмен, чемпион СССР, организатор парусного спорта в СССР, инженер-кораблестроитель.

## Биография
Парусным спортом начал заниматься в саратовском яхт-клубе в начале 1920-х годов. В начале 1930-х годов переехал в Ленинград и поступил в Мореходное училище. В 1934 году успешно сдал городской комиссии, возглавляемой Н. Ю. Людевигом, экзамен на звание «Яхтенный капитан дальнего плавания» и стал командиром одной из крупных яхт того времени – двухмачтовой шхуны «Большевик». Был избран председателем совета яхт-клуба «Моряк», возникшего на Крестовском острове, в результате временного раздела яхт-клуба ЛГСПС.
В 1938 году стал капитаном тендера «Рабочий» (бывший «Орион»). За три предвоенных года «Рабочий» выиграл добрый десяток гонок, включая ежегодную 300-мильную гонку на «Приз ВЦСПС». Яхта была украшением всех спортивных парадов на Неве в День физкультурника, а её капитан назначался флагманом этих парадов.
В 1940 году С.И.Ухин совместно с И.П.Матвеевым разработал программу подготовки спортсменов-парусников, изданную массовым тиражом отдельной брошюрой. В Москве на съезде специалистов и любителей парусного спорта С.И.Ухин представил доклад о создании национальных правил классификации и обмера спортивных судов. На том же съезде С.И.Ухин был избран в состав руководства Всесоюзной парусной секции, где возглавил работу по выработке национальной политики развития спортивного флота. До начала войны С.И.Ухин успел разработать и представить на всесоюзный конкурс несколько собственных проекта яхт и швертботов, два из которых (М-20 и Р-30) получили первые премии в своих номинациях.
В период блокады Ленинграда работал на судостроительном заводе «Судомех» (№ 196) на участке ремонта подводных лодок. В тяжелейшие дни блокады по инициативе Ухина несколько ленинградских яхт были переведены на завод, подняты из воды и тем самым спасены.
В 1947 году С.И.Ухин был избран председателем технической комиссии Всесоюзной парусной секции и занимал этот ответственный пост в течение 11 лет. На швертботах класса «М», построенных по его проекту, чемпионами СССР были ленинградцы Борис Лалыко (дважды) и Градислава Суник (трижды). Ухин построил первый в СССР буер с жестким аэродинамическим крылом. В начале 50-х годов технической комиссией Всесоюзной секции парусного спорта разработаны и выпущены правила постройки яхт международных олимпийских классов «Дракон», «R-5,5», «Звездный», «Финн», «Летучий голландец», организовано их серийное производство на верфях Ленинграда и Таллина. Одна из первых отечественных яхт «5,5-метрового» класса была построена по проекту С.И.Ухина на Ленинградской судоверфи ВЦСПС.
В этот же период Ухин продолжал выступать в соревнованиях, в числе первых яхтсменов получил звание «Мастер спорта СССР», трижды занимал вторые места на Балтийских регатах: в 1947 и 1950 годах на швертботе «М», в 1948 году – на килевой яхте «R-6».
В 1966 году Сергей Ухин стал чемпионом СССР в классе швертботов-троек «М». «Эмки» конструкции Ухина в СССР были доступны любому спортивному обществу, на них проводились первенства городов, областей, республик, число лодок насчитывало 2500. 
В конце 1950-х годов Сергей Иванович был избран председателем Правления Центрального яхт-клуба ВЦСПС и занимал этот пост в течение 12 лет.
С. И. Ухин длительное время занимал ответственную должность руководителя представительства Министерства морского флота СССР, осуществлявшего надзор за строительством морских судов на ленинградских заводах. При его непосредственном участии создавался первый в мире атомный ледокол «Ленин».
Скончался 1 апреля 1994 года, похоронен на Киновеевском кладбище.

## Образование
- Ленинградский кораблестроительный институт.
- Академия морского флота.

## Семья
Сын Михаил Ухин (1948—2025) - яхтсмен, судья, организатор парусного спорта.

## Государственные награды
- Орден Трудового Красного Знамени.
- «Заслуженный судостроитель»
- «Почетный работник Министерства морского флота СССР»